# Selección de fútbol sub-23 de Siria
La Selección de fútbol sub-23 de Siria, conocida también como la Selección olímpica de fútbol de Siria, es el equipo que representa al país en Fútbol en los Juegos Olímpicos, los Juegos de Asia y el Campeonato Sub-22 de la AFC; y es controlado por la Federación de Fútbol de Siria.

## Estadísticas

### Juegos Olímpicos
- de 1992 a 2012 : No clasificó

### Juegos de Asia
- 2002 : No clasificó
- 2006 : Fase de grupos
- 2010 : No clasificó

### Campeonato Sub-22 de la AFC
- 2013 : Cuartos de final